# Wennington, Lancashire
Wennington är en ort och civil parish i Storbritannien.   Den ligger i grevskapet Lancashire och riksdelen England, i den centrala delen av landet, 300 km nordväst om huvudstaden London. Wennington ligger 104 meter över havet och antalet invånare är 178.
Terrängen runt Wennington är kuperad åt sydost, men åt nordväst är den platt.Runt Wennington är det ganska tätbefolkat, med 214 invånare per kvadratkilometer. Närmaste större samhälle är Morecambe, 18,8 km väster om Wennington. Trakten runt Wennington består i huvudsak av gräsmarker.